# Czeladź
Czeladź è una città polacca del distretto di Będzin nel voivodato della Slesia.
Ricopre una superficie di 16,57 km² e nel 2004 contava 34 402 abitanti.